# Joseph Kèkè
 (janvier 2024).
Si vous disposez d'ouvrages ou d'articles de référence ou si vous connaissez des sites web de qualité traitant du thème abordé ici, merci de compléter l'article en donnant les références utiles à sa vérifiabilité et en les liant à la section « Notes et références ».
Pour les articles homonymes, voir Keke.
Joseph Kèkè, né le 5 décembre 1927 à Avrankou au Dahomey (actuel Bénin) et mort le 1er juillet 2017 dans la même ville, est un avocat et homme politique béninois.

## Biographie
Joseph Kèkè est officiellement né le 5 décembre 1927 à Avrankou, en pays Torri, non loin de Porto-Novo. Il est le quatrième fils du chef de canton et propriétaire terrien Kèkè Adjignon Alokou.
À l'école primaire, il a pour instituteur, entre autres, Salomon Biokou, futur premier vice-président de l'Assemblée nationale. Après des études à Victor Ballot, futur lycée Béhanzin, à Porto-Novo, il est admis au lycée Faidherbe de Saint-Louis au Sénégal. Brillant élève, il est recommandé par le proviseur du lycée Faidherbe au proviseur du lycée Henri IV de Paris. Il y entre en terminale et obtient un baccalauréat de mathématiques élémentaires, avec mention très bien.
Joseph Kèkè s'inscrit à la Sorbonne, y suit des études de droit et obtient sa maîtrise ainsi que son certificat d'aptitude à la profession d'avocat. Parallèlement il devient ingénieur en techniques agricoles. Pendant ses études, il est président de l'Association des étudiants dahoméens de France. Il cofonde, le 20 juillet 1952, une société de production de films, le Consortium parisien de production cinématographique. Il produit deux films, le premier en 1952, Les Petites Filles modèles, réalisé par Éric Rohmer d'après un livre de la comtesse de Ségur et le second en 1954, Victoire sur l'Atlantique, court-métrage réalisé par Jean Régnier.
La période pré-indépendance le conduit à retourner au Dahomey dès 1956, il devient rapidement le premier lieutenant de Sourou Migan Apithy. Élu député, en 1959, représentant du Parti républicain dahoméen, il est vice-président du parti jusqu'en 1960. Nommé garde des Sceaux et ministre de la Justice dans le premier gouvernement d'Hubert Maga, il en est le benjamin, avec Bertin Borna.
Exerçant ses fonctions de novembre 1960 à 1963. Il est déposé en tant que ministre lors du coup d'État de 1963. À la suite de la création du Conseil présidentiel en 1970, Hubert Maga nomme Joseph Kèkè, ministre de l'Économie et du Plan. Il devient alors gouverneur de la Banque mondiale. Il est démis de ses fonctions, en 1973, à la suite du coup d'État de Mathieu Kérékou et mis en prison. Il en sort près d'un an plus tard.
En février 1990, il joue un rôle de premier plan lors de la transition vers un régime civil durant la Conférence des forces vives de la Nation. Il est ensuite vice-président du Haut Conseil de la République, et garde des Sceaux.
Joseph Kèkè devient député à l'Assemblée nationale, puis président fondateur du Rassemblement national pour la démocratie.
Joseph Kèkè exerce en tant qu'avocat à Cotonou pendant plus de cinquante ans. Il est élu bâtonnier du barreau de Cotonou à deux reprises.
Joseph Kèkè décède le 1er juillet 2017, à l'âge de 89 ans. Le président de la République, Patrice Talon, le président de l'Assemblée nationale, Adrien Houngbédji et le ministre de la Justice, Joseph Djogbénou, assistent à la messe de funérailles à Avrankou où il est enterré, dans l'enceinte de la concession familiale, aux côtés de son père,.

## Décorations
- Commandeur de la Légion d'honneur ;
- Commandeur de l'ordre du Mérite agricole (1964)[13] ;
- Chevalier de l'ordre national du Dahomey (1963)[14] ;
- Officier de l'ordre national du Dahomey (1966)[14] ;
- Grand officier de l'ordre national du Dahomey (1970)[15],[n 4] ;
- Grand-croix de l'ordre national du Bénin (1991)[16] ;
- Grand cordon de l'Étoile brillante de la république de Chine ;
- Commandeur de l'ordre du Niger (1971)[17] ;
- Commandeur de l'ordre national du Lion du Sénégal.